# Eupithecia flaveolata
Eupithecia flaveolata är en fjärilsart som beskrevs av Franz Dannehl 1925. Eupithecia flaveolata ingår i släktet Eupithecia och familjen mätare. Inga underarter finns listade i Catalogue of Life.